# Stiftungsflächen Schäferhaus
Stiftungsflächen Schäferhaus este o arie protejată (arie specială de conservare — SAC, sit de importanță comunitară — SCI) din Germania întinsă pe o suprafață de 107 ha, integral pe uscat.

## Localizare
Centrul sitului Stiftungsflächen Schäferhaus este situat la coordonatele 54°46′04″N 9°22′40″E / 54.7678°N 9.3778°E.

## Înființare
Situl Stiftungsflächen Schäferhaus a fost declarat sit de importanță comunitară în septembrie 2004 pentru a proteja un număr necunoscut de specii din flora spontană și fauna sălbatică aflate în arealul zonei. Situl a fost protejat și ca arie specială de conservare în ianuarie 2010.

## Biodiversitate
Situată în ecoregiunea continentală, aria protejată conține 2 habitate naturale: Pajiști uscate europene, Formațiuni ierboase bogate în specii de Nardus, dezvoltate pe substraturi silicioase în zone montane (și în zone submontane, în Europa continentală).
La baza desemnării sitului se află un număr nedeclarat de specii protejate.
Pe lângă speciile protejate, pe teritoriul sitului au mai fost identificate 1 specie de nevertebrate, 1 specie de reptile.